# Пяски (Келецький повіт)
Пя́ски (пол. Piaski) — село в Польщі, у гміні Мнюв Келецького повіту Свентокшиського воєводства.
У 1975—1998 роках село належало до Келецького воєводства.